# オパ
オパ（Opa）は、ウルグアイのメンバーで構成されたアメリカ合衆国のフュージョン・バンド。1970年代にスタートし、アメリカで『ゴールデンウィングス』（Milestone Records M-9069、1976年）、『Magic Time』（Milestone Records M-9078、1977年）という2枚のアルバムをリリースした。どちらもブラジルのミュージシャンにして作曲家のアイアート・モレイラによってプロデュースされた。
バンドは、ヒューゴ・ファトルーソ、ジョージ・ファトルーソ、リンゴ・シールマンに加え、ゲスト・アーティストのエルメート・パスコアール、デヴィッド・アマロ、バリー・フィナーティ、フローラ・プリム、ルベン・ラダ、ゲイリー・ガザウェイ、ホセ・ペドロ・ベレドなどで構成されていた。オパは、1973年にリリースされた『フィンガーズ』（CTI Records CTL 18）や、1974年にリリースされた『イン・コンサート』（CTI Records CTI 6041、デオダートとの共演）など、アイアート・モレイラ名義で以前に出されたアルバムでも演奏していた。

## メンバー
- ヒューゴ・ファトルーソ (Hugo Fattoruso) - キーボード、ボーカル
- ジョージ・ファトルーソ (George Fattoruso) - ドラム
- リンゴ・シールマン (Hugo "Ringo" Thielmann) - ベース、ボーカル

### ゲスト・ミュージシャン
- エルメート・パスコアール (Hermeto Pascoal) - フルート、パーカッション
- デヴィッド・アマロ (David Amaro) - ギター
- バリー・フィナーティ (Barry Finnerty) - ギター
- アイアート・モレイラ (Airto Moreira) - パーカッション
- フローラ・プリム (Flora Purim) - ボーカル
- ルベン・ラダ (Ruben Rada) - パーカッション、ボーカル
- ゲイリー・ガザウェイ (Gary Gazaway)
- ホセ・ペドロ・ベレド (Jose Pedro Beledo)

## ディスコグラフィ

### アルバム
- 『ゴールデンウィングス』 - Goldenwings (1976年、Milestone)
- Magic Time (1977年、Milestone)
- A Los Shakers (1981年、Sazam) ※Otroshakers（Los Shakersのトリビュート・プロジェクト）名義。
- Opa en vivo (1988年、Orfeo)
- Back Home (1996年、Perro Andaluz) ※1975年のデモテープ。1975年7月-8月に「ホリー・プレイス・スタジオ」（NY）でラリー・ローゼンによって4トラックのティアック3440で録音された。
- Opa en vivo 87' & rarities (2001年)